# Milan van Ewijk
Milan Fabrizio van Ewijk (Amsterdam, 8 september 2000) is een Nederlands voetballer die doorgaans speelt als rechtsback. In juli 2023 verruilde hij sc Heerenveen voor Coventry City.

## Clubcarrière
Van Ewijk speelde in de jeugd van Feyenoord en verkaste in 2016 naar Excelsior Maassluis. Met deze club speelde hij twee seizoenen in het eerste elftal in de Tweede divisie.
De rechtsback verkaste in juli 2019 naar ADO Den Haag, waar hij zijn handtekening zette onder een verbintenis voor de duur van drie seizoenen. Tijdens de eerste speelronde van het nieuwe Eredivisieseizoen mocht hij van coach Alfons Groenendijk zijn debuut maken tegen FC Utrecht. De wedstrijd eindigde in 2–4. ADO kwam op voorsprong door treffers van Aaron Meijers en Erik Falkenburg, maar door eigen doelpunten van Robert Zwinkels en Lex Immers en goals van Gyrano Kerk en Nick Venema wonnen de bezoekers. Van Ewijk mocht in de basis beginnen en speelde de hele wedstrijd. In de eerste helft van het seizoen 2019/20 was hij grotendeels basisspeler bij ADO, maar na de aanstelling van Alan Pardew werd hij voor een half seizoen verhuurd aan SC Cambuur. Daar speelde hij twee wedstrijden voor de competitie door de uitbraak van het coronavirus werd stilgelegd. Na zijn terugkeer miste de rechtsback in het seizoen 2020/21 slechts één competitiewedstrijd. Op 25 oktober 2020 maakte hij zijn eerste doelpunt voor ADO en gaf hij bovendien een assist in de 2–2 tegen AZ. ADO eindigde dat seizoen laatste en degradeerde. Daarop vertrok Van Ewijk bij ADO.
In mei 2021 tekende Van Ewijk een voorcontract bij sc Heerenveen. Deze club nam hem voor circa zeshonderdduizend euro en een doorverkoopclausule van twintig procent over en gaf hem een verbintenis voor de duur van vier seizoenen. Hij maakte op 13 augustus tegen Go Ahead Eagles (1–0 overwinning) zijn debuut voor Heerenveen. Op 30 oktober maakte hij tegen Vitesse (2–1 nederlaag) zijn eerste doelpunt voor de club. Net als het seizoen ervoor miste hij slechts één competitiewedstrijd. In het seizoen 2022/23 speelde hij alle competitiewedstrijden mee, zonder een minuut te missen. In juli 2023 verkaste Van Ewijk voor een bedrag van circa vier miljoen euro naar Coventry City, waar hij zijn handtekening zette onder een verbintenis voor de duur van vier seizoenen.

## Clubstatistieken
| Seizoen | Club                | Competitie     | Competitie | Competitie | Beker | Beker | Internationaal | Internationaal | Nacompetitie | Nacompetitie | Totaal | Totaal |
| Seizoen | Club                | Competitie     | Wed.       | Dlp.       | Wed.  | Dlp.  | Wed.           | Dlp.           | Wed.         | Dlp.         | Wed.   | Dlp.   |
| ------- | ------------------- | -------------- | ---------- | ---------- | ----- | ----- | -------------- | -------------- | ------------ | ------------ | ------ | ------ |
| 2017/18 | Excelsior Maassluis | Tweede divisie | 2          | 0          | 0     | 0     | —              | —              | —            | —            | 2      | 0      |
| 2018/19 | Excelsior Maassluis | Tweede divisie | 32         | 2          | 2     | 0     | —              | —              | —            | —            | 34     | 2      |
| 2019/20 | ADO Den Haag        | Eredivisie     | 12         | 0          | 0     | 0     | —              | —              | —            | —            | 12     | 0      |
| 2019/20 | → SC Cambuur        | Eerste divisie | 2          | 0          | 0     | 0     | —              | —              | —            | —            | 2      | 0      |
| 2020/21 | ADO Den Haag        | Eredivisie     | 33         | 1          | 1     | 0     | —              | —              | —            | —            | 34     | 1      |
| 2021/22 | sc Heerenveen       | Eredivisie     | 33         | 1          | 3     | 0     | —              | —              | 2            | 0            | 38     | 1      |
| 2022/23 | sc Heerenveen       | Eredivisie     | 34         | 6          | 4     | 0     | —              | —              | 2            | 0            | 40     | 6      |
| 2023/24 | Coventry City       | Championship   | 42         | 2          | 7     | 0     | —              | —              | —            | —            | 49     | 2      |
| 2024/25 | Coventry City       | Championship   | 1          | 0          | 1     | 0     | —              | —              | —            | —            | 2      | 0      |
| Totaal  | Totaal              | Totaal         | 191        | 12         | 18    | 0     | 0              | 0              | 4            | 0            | 213    | 12     |

Bijgewerkt op 14 augustus 2024.